# Abell 35
Abell 35 est une nébuleuse planétaire visible dans la constellation de l'Hydre.
On l'observe dans la direction de la constellation du Corbeau, à environ 4,5° à l'est de β Corvi, au sud de la constellation de la Vierge. On peut l'imager avec des télescopes de moyenne puissance. La meilleure période pour l'observer se situe entre mars et juillet, bien que depuis l'hémisphère nord, en raison de l'augmentation des heures de lumière du soir, son observation soit pénalisée. Au contraire, elle est plus visible depuis l'hémisphère sud.
C'est une nébuleuse planétaire située à une distance d'environ 160 pc (∼522 al) du système solaire. En son centre se trouve une variable cataclysmique connue sous le nom de LW Hydrae, une étoile binaire composée d'une naine blanche, responsable de la création de la nébuleuse, et d'une étoile jaune-blanc de la séquence principale de classe spectrale G, séparées d'environ 13 UA.